# Hiroyasu Aizawa
Pour les articles homonymes, voir Aizawa.
Hiroyasu Aizawa est un sauteur à ski japonais, né le 1er mars 1961 à Hokkaidō.

## Championnats du monde junior de saut à ski
- Championnats du monde junior de saut à ski 1979 à Mont Sainte-Anne  Canada :
  -  Médaille de bronze.

## Coupe du monde de saut à ski
- Meilleur classement final: 88e en 1980.
- Meilleur résultat : 13e.